# Márkos Albert (zeneszerző)
Márkos Albert (Székelykeresztúr, 1914. október 17. – Kolozsvár, 1981. június 11.) romániai magyar zeneszerző, karnagy, tanár, Márkos Albert hegedűművész apja.

## Élete
A kolozsvári konzervatóriumban 1925–32-ig S. Kouba Paul hegedűtanítványa volt. A kolozsvári Unitárius Kollégiumban érettségizett, ugyanitt a Zeneakadémián hegedű- és zenetanári oklevelet szerzett (1932). A Gh. Dima Zeneművészeti Főiskolán a módszertan, zeneelmélet, akusztika, hangszerelés professzora 1946-tól haláláig. Szerepet vállalt a kóruskultúra fejlesztésében karmesterként is: a Dermata Bőr- és Cipőgyár vegyeskarát vezette, és országos dalosversenyeken szerepelt; zeneszerzőként részt vett karnagyképző tanfolyamokon, kórustalálkozókon. Zeneművei közt szimfóniák, székely táncfeldolgozások, zenés színpadi játékok (Bihari vendégek; Erdei törvényszék; Korondi bál) szerepelnek. Kísérő zenét írt Kiss Jenő darabjához (Három nap egy esztendő, 1956), dalokat szerzett Ady Endre, Dsida Jenő, Mihai Eminescu, Juhász Gyula, Kosztolányi Dezső, Majtényi Erik verseire.
Összeállította az új unitárius egyházi énekes-, ill. chorálkönyvet (Jagamas Jánossal, Zoltán Aladárral és másokkal). Zenepedagógiai és kórussal kapcsolatos írásait a Művelődés közölte. Tankönyvet szerkesztett (Guttman Mihállyal és Guttmanné Takáts Gabriellával). Nevét viseli 1991-től a székelykeresztúri dalegylet.
Művein erőteljes népzenei hatás érezhető. A marosvásárhelyi Székely Népi Együttes számos népdalfeldolgozását mutatta be.

## Főbb művei
- Erdei törvényszék – balett (1956);
- Udvarhelyszéki emlékek (1957) népdalszvit;
- Korondi bál (1969) népdalszvit;
- Hegedűverseny (1963);
- Erdélyi szvit;
- Per prospera ad libertatem (szimfónia);
- Simfonia koncertante;
- Kórusművek;
- Dalok Majtényi Erik, Ady Endre, Kosztolányi Dezső, Juhász Gyula, Dsida Jenő, Mihail Eminescu verseire.